# هلموت هوفمان
هلموت هوفمان (بالألمانية: Hellmut Hofmann) (و. 1921 – 2009 م) هو فيزيائي، ومتخصص في ما وراء علم النفس ‏، وأستاذ جامعي من النمسا .
توفي عن عمر يناهز 88 عاماً.